# Ramaria holorubella
Ramaria holorubella är en svampart som först beskrevs av George Francis Atkinson, och fick sitt nu gällande namn av Corner 1950. Ramaria holorubella ingår i släktet Ramaria och familjen Gomphaceae.   Inga underarter finns listade i Catalogue of Life.